# Selenocosmia aruana
Selenocosmia aruana é uma espécie de aranha pertencente à família Theraphosidae (tarântulas).